# Hélène Goudin
Hélène Goudin (Bruxelas, 25 de novembro de 1956) foi uma política sueca, eurodeputada em 2004-2009 pelo Movimento de junho, um movimento euro-cético. É vice-presidente da 
Assemblée parlementaire paritaire ACP-UE e membro do Groupe Indépendance/Démocratie. É co-presidente dos EUDemocrats.